# Helmstadt-Bargen
Helmstadt-Bargen är en kommun i Rhein-Neckar-Kreis i regionen Rhein-Neckar i Regierungsbezirk Karlsruhe i förbundslandet Baden-Württemberg i Tyskland. 
Den tidigare kommunen Flinsbach uppgick i Helmstadt 1 januari 1970 följt av Bargen 1 januari 1975 samtidigt som namnet ändrades till det nuvarande.
Kommunen ingår i kommunalförbundet Waibstadt tillsammans med städerna Waibstadt och Neckarbischofsheim och kommunerna Epfenbach, Neidenstein och Reichartshausen.